# José Silverio Rocchi
José Silverio Rocchi Guzmán (Puebla, 16 juli 1988), voetbalnaam Evo, is een Mexicaans voetballer. Hij speelt als doelman bij Vicenza Calcio. 
Vanaf 2004 tot 2006 speelde Evo in eigen land bij Puebla FC, de profclub uit zijn geboortestad. In 2006 werd de doelman gecontracteerd door FC Barcelona, maar Evo speelde geen competitiewedstrijden voor de club. In het seizoen 2006/2007 werd hij verhuurd aan het Catalaanse CD Masnou uit de Tercera División. In het seizoen 2007/2008 volgde een huurperiode bij UEA Gramenet. In 2008 vertrok hij naar Vicenza Calcio.